# 布坎南號驅逐艦 (DD-131)
47°16′34″N 2°11′49″W / 47.27611°N 2.19694°W
布坎南號驅逐艦（舷號DD-131），轉交予英國後更名為坎貝爾鎮號，是一艘美國海軍建造的驅逐艦，為維克斯級驅逐艦的57號艦。她是美軍第一艘以布坎南為名的軍艦，以紀念美國內戰時期南軍軍官富蘭克林·布坎南（Franklin Buchanan）。
布坎南號在1918年於巴斯鋼鐵廠開始建造，在1919年下水服役，其時第一次世界大戰已經結束。接著布坎南號分別在大西洋及太平洋服役，在1922年退役封存。1930年至1937年間，布坎南號曾重返現役，並服役於戰鬥部隊。隨著第二次世界大戰爆發，1939年布坎南號再次重返現役，並在1940年按租借法案轉交英國皇家海軍，更名為坎貝爾鎮號。此後坎貝爾鎮號主要負責護航商船，並曾外借予荷蘭海軍，期間多次因撞船受損。1942年3月，坎貝爾鎮號參與著名的二輪馬車行動（Operation Chariot），伴隨英國海軍陸戰隊突襲維希法國於聖納澤爾的大型船塢。行動中坎貝爾鎮號被編為炸藥艦，在突襲之初撞入船塢水閘，而艦上計時炸藥則在次日爆炸。由於納粹德國軍兵當時恰好登艦檢察，使爆炸造成360名德國軍兵死亡。聖納澤爾船塢因此報廢，在戰後五年才完成復修。